# Manny Albam
Manny Albam, eigentlich Emmanuel Albam (* 24. Juni 1922 in Samaná, Dominikanische Republik; † 2. Oktober 2001 in Croton-on-Hudson, New York) war ein Jazz-Baritonsaxophonist, Bandleader, Komponist, Arrangeur und Musikpädagoge.

## Leben und Wirken
Albam kam bereits als Kind nach New York, besuchte die High School in New York City und begann 1940 auf dem Altsaxophon, bevor er zum Bariton wechselte. In den 1940er Jahren arbeitete er u. a. bei Muggsy Spanier (1941), Bob Chester (1942), Georgie Auld (1942 bis 1945), Boyd Raeburn, Bobby Sherwood, Sam Donahue (1947), Herbie Fields und Charlie Barnet (1948/49). Er tendierte zum Swing und Bebop und arbeitete ab 1950 als Arrangeur für Big-Band-Leader wie Count Basie, Stan Kenton oder Woody Herman sowie eine große Zahl kleinerer Jazz-Formationen, wie von Terry Gibbs. In den 1950er Jahren nahm er eine Reihe von Alben auf; die bekanntesten waren die beiden Alben The Jazz Greats of Our Time, Vol. 1 & 2 mit Nick Travis, Art Farmer, Conte Candoli, Jack Sheldon, Harry Sweets Edison, Charlie Mariano, Bill Holman, Richie Kamuca, Pepper Adams, Gerry Mulligan, Hank Jones, Shelly Manne, jeweils bei zwei Sessions in New York und Los Angeles entstanden. Aufsehen erregte Ende der 1950er Jahre sein Album Jazz New York, an dem auch der junge Bill Evans mitwirkte.
In den späteren Jahren verlegte er seine Aktivitäten auf Lehrtätigkeit und Filmmusik. Er unterrichtete an der Eastman School of Music. 1966 baute er mit Sonny Lester und Phil Ramone das United-Artists-Sublabel Solid State auf, das bis 1969 bestand. Nach der Beendigung seiner Lehrtätigkeit in den 1990er Jahren war er erneut als Komponist und Arrangeur tätig, u. a. für Hank Jones und das Meridian String Quartet, die SDR Big Band in Stuttgart, Joe Lovanos Projekt Celebrating Sinatra mit Kammerorchester und für die Sängerin Nancy Marano mit dem niederländischen Metropole Orkest.

## Diskographische Hinweise
- The Jazz Workshop (RCA, 1955) mit Nick Travis, Joe Newman, Thad Jones, Urbie Green, Bob Brookmeyer, Hal McKusick, Al Cohn, Sol Schlinger, Milt Hinton
- The Drum Suite (RCA, 1956) mit Hank Jones, Hal McKusick, Jimmy Cleveland, Bernie Glow
- The Blues is Everybody's Business (Gambit, 1955–57) mit Bernie Glow, Phil Woods, Gene Quill, Eddie Costa, Nat Pierce, Billy Bauer
- Jazz Greats of Our Time (Lonehill Jazz, 1957/58)
- Jazz New York (Lonehill Jazz, 1959/59) mit Donald Byrd, Frank Rehak, Jerome Richardson, Bill Evans, Dick Katz, Addison Farmer, Osie Johnson, Ed Shaughnessy
- Some New, Something Blue (1959)
- If You Could See Us Now (1999)